# Нікольське (Лисковський район)
Нікольське (рос. Никольское) — село в Лисковському районі Нижньогородської області Російської Федерації.
Населення становить 301 особу. Входить до складу муніципального утворення Леньковська сільрада.

## Історія
Від 2009 року входить до складу муніципального утворення Леньковська сільрада.

## Населення
| 2002 | 2010 |
| ---- | ---- |
| 335  | ↘301 |